# AFC Ajax in het seizoen 2020/21 (vrouwen)
Het seizoen 2020/2021 was het negende jaar in het bestaan van de Amsterdamse vrouwenvoetbalclub AFC Ajax. De club kwam uit in de Eredivisie en eindigde op de derde plaats. In het toernooi om de KNVB beker reikte de ploeg tot de halve finale. Hierin was PSV te sterk met 1–0. De Eredivisie Cup werd winnend afgesloten door in de finale FC Twente te verslaan met 3–2. Door het behalen van de tweede plaats in het vorige voetbalseizoen heeft het team tevens meegedaan aan de Champions League, hierin werd over twee wedstrijden, met 1–6 verloren van FC Bayern München.

## Wedstrijdstatistieken

### Eredivisie
|       | ADO Den Haag | Alkmaar | Excelsior | sc Heerenveen | PEC Zwolle | PSV   | FC Twente |
| ----- | ------------ | ------- | --------- | ------------- | ---------- | ----- | --------- |
| Thuis | 1 – 0        | 1 – 0   | 1 – 0     | 1 – 1         | 0 – 1      | 2 – 0 | 3 – 1     |
| Uit   | 0 – 3        | 0 – 4   | 1 – 4     | 1 – 2         | 1 – 4      | 2 – 1 | 2 – 1     |

#### Kampioensgroep
|       | ADO Den Haag | PSV   | FC Twente |
| ----- | ------------ | ----- | --------- |
| Thuis | 2 – 0        | 3 – 2 | 1 – 2     |
| Uit   | 3 – 5        | 3 – 1 | 1 – 0     |

### KNVB beker
| Kwartfinale                                                             | sc Heerenveen      | 1 – 2 (0 – 1)    | Ajax                                             |
| 5 februari 2021 Aanvangstijd: 19.30 uur Plaats: Heerenveen Skoatterwâld | Tiny Hoekstra 57'  | Wedstrijdverslag | 42' Marjolijn van den Bighelaar 67' Nikita Tromp |
| Halve finale                                                            | PSV                | 1 – 0 (1 – 0)    | Ajax                                             |
| 18 april 2021 Aanvangstijd: 12.15 uur Plaats: Eindhoven De Herdgang     | Romée Leuchter 10' |                  |                                                  |

### Eredivisie Cup
| Eerste ronde                          | PEC Zwolle                                           | 0 – 2 (0 – 0)                                   | Ajax                                                                    |
| Plaats: Zwolle Sportpark Be Quick '28 |                                                      |                                                 | 74' Stefanie van der Gragt 89' Nikita Tromp                             |
| Tweede ronde                          | PSV                                                  | 2 – 2 (1 – 2, 2 – 2) Ajax wint na strafschoppen | Ajax                                                                    |
| Plaats: Eindhoven De Herdgang         | Jeslynn Kuipers 27' Joëlle Smits 88'                 |                                                 | 26' Marjolijn van den Bighelaar 37' Stefanie van der Gragt              |
| Derde ronde                           | Ajax                                                 | 1 – 3 (0 – 1)                                   | FC Twente                                                               |
| Plaats: Amsterdam De Toekomst         | Victoria Pelova 62'                                  |                                                 | 21' Sisca Folkertsma 69', 90+3' Kerstin Casparij                        |
| Vierde ronde                          | sc Heerenveen                                        | 1 – 3 (0 – 2)                                   | Ajax                                                                    |
| Plaats: Heerenveen Skoatterwâld       | Tiny Hoekstra 64'                                    |                                                 | 22' Liza van der Most 27' Marjolijn van den Bighelaar 77' Lucie Voňková |
| Vijfde ronde                          | Ajax                                                 | 3 – 2 (2 – 2)                                   | FC Twente                                                               |
| Plaats: Amsterdam De Toekomst         | Nikita Tromp 7' Marjolijn van den Bighelaar 31', 48' |                                                 | 42' Fenna Kalma 44' Sisca Folkertsma                                    |

### Champions League
| Laatste 32                                                                | Ajax                                                             | 1 – 3 (0 – 0)    | FC Bayern München                                                   | Opstelling AFC Ajax: |
| 10 december 2020 Aanvangstijd: 18.00 uur Plaats: Amsterdam De Toekomst    | Stefanie van der Gragt 62' Jonna van de Velde 79'                | Wedstrijdverslag | 57' (e.d.) Kay-lee de Sanders 69' Sydney Lohmann 86' Simone Laudehr | Kop, Van der Gragt, De Sanders, Doorn, Dijkstra ( 78' Munsterman), L. Bakker, Pelova, Van de Velde, Van den Bighelaar, Voňková ( 78' Grant), Lewerissa ( 78' E. Bakker)                                |
| Laatste 32                                                                | FC Bayern München                                                | 3 – 0 (1 – 0)    | Ajax                                                                | Opstelling AFC Ajax: |
| 16 december 2020 Aanvangstijd: 18.00 uur Plaats: München FC Bayern Campus | Lineth Beerensteyn 1' Lea Schüller 47' Simone Laudehr 69' (pen.) | Wedstrijdverslag | 42' Vanity Lewerissa                                                | Kop, Van der Gragt, De Sanders ( 60' Munsterman), Doorn ( 86' Van Diemen), Dijkstra, L. Bakker, Pelova, Van de Velde, Van den Bighelaar ( 86' Tromp), Voňková ( 72' E. Bakker), Lewerissa ( 60' Grant) |

## Statistieken Ajax 2020/2021

### Eindstand Ajax in de Nederlandse Eredivisie Vrouwen 2020 / 2021
| Stand | Gespeeld | Gewonnen | Gelijk | Verloren | Punten | Doelpunten voor | Doelpunten tegen | Gele kaarten | Rode kaarten |
| ----- | -------- | -------- | ------ | -------- | ------ | --------------- | ---------------- | ------------ | ------------ |
| 3e    | 14       | 10       | 1      | 3        | 31     | 28              | 10               | 11           | 0            |

### Eindstand Ajax in de kampioensgroep 1–4 2020 / 2021
| Stand | Gespeeld | Gewonnen | Gelijk | Verloren | Punten | Doelpunten voor | Doelpunten tegen | Gele kaarten | Rode kaarten |
| ----- | -------- | -------- | ------ | -------- | ------ | --------------- | ---------------- | ------------ | ------------ |
| 3e    | 6        | 3        | 0      | 3        | 25     | 12              | 11               | 10           | 1            |

### Topscorers
| #      | Naam                        | Goal |
| ------ | --------------------------- | ---- |
| 1.     | Nikita Tromp                | 9    |
| 2.     | Marjolijn van den Bighelaar | 6    |
| 2.     | Vanity Lewerissa            | 6    |
| 4.     | Eshly Bakker                | 5    |
| 5.     | Stefanie van der Gragt      | 3    |
| 5.     | Chasity Grant               | 3    |
| 7.     | Quinty Sabajo               | 2    |
| 7.     | Jonna van de Velde          | 2    |
| 9.     | Samantha van Diemen         | 1    |
| 9.     | Lisa Doorn                  | 1    |
| 9.     | Isabelle Hoekstra           | 1    |
| 9.     | Victoria Pelova             | 1    |
| Totaal | Totaal                      | 40   |

| #      | Naam                        | Goal |
| ------ | --------------------------- | ---- |
| 1.     | Marjolijn van den Bighelaar | 1    |
| 1.     | Nikita Tromp                | 1    |
| Totaal | Totaal                      | 2    |

| #      | Naam                        | Goal |
| ------ | --------------------------- | ---- |
| 1.     | Marjolijn van den Bighelaar | 4    |
| 2.     | Stefanie van der Gragt      | 2    |
| 2.     | Nikita Tromp                | 2    |
| 4.     | Liza van der Most           | 1    |
| 4.     | Victoria Pelova             | 1    |
| 4.     | Lucie Voňková               | 1    |
| Totaal | Totaal                      | 11   |

| #      | Naam               | Goal |
| ------ | ------------------ | ---- |
| 1.     | Jonna van de Velde | 1    |
| Totaal | Totaal             | 1    |

### Kaarten
| #      | Naam                        | Kreeg geel |
| ------ | --------------------------- | ---------- |
| 1.     | Caitlin Dijkstra            | 3          |
| 1.     | Stefanie van der Gragt      | 3          |
| 3.     | Linda Bakker                | 2          |
| 3.     | Samantha van Diemen         | 2          |
| 3.     | Sherida Spitse              | 2          |
| 6.     | Marjolijn van den Bighelaar | 1          |
| 6.     | Justine Brandau             | 1          |
| 6.     | Lisa Doorn                  | 1          |
| 6.     | Lize Kop                    | 1          |
| 6.     | Vanity Lewerissa            | 1          |
| 6.     | Victoria Pelova             | 1          |
| 6.     | Kay-lee de Sanders          | 1          |
| 6.     | Soraya Verhoeve             | 1          |
| 6.     | Lucie Voňková               | 1          |
| Totaal | Totaal                      | 21         |

| #      | Naam           | Kreeg voor de tweede keer geel en dus rood |
| ------ | -------------- | ------------------------------------------ |
| –      | Geen speelster | 0                                          |
| Totaal | Totaal         | 0                                          |

| #      | Naam                | Weggestuurd |
| ------ | ------------------- | ----------- |
| 1.     | Samantha van Diemen | 1           |
| Totaal | Totaal              | 1           |

## Voetnoten
ADO Den Haag · 
Ajax · 
VV Alkmaar · 
Excelsior · 
sc Heerenveen · 
PEC Zwolle · 
PSV · 
FC Twente